# Antão Gonçalves
Pour les articles homonymes, voir Gonçalves.
Antão Gonçalves est un navigateur portugais du XVe siècle, connu pour avoir été le premier marchand d'esclaves européen à se fournir sur le sol africain. 

## Biographie
Valet d'Henri le navigateur, celui-ci le chargea avec Nuno Tristão, en 1441, de naviguer jusqu'au Rio de Oro afin d'en rapporter des peaux d'otarie. Antão Gonçalves y fera ainsi trois voyages. C'est lors de son premier voyage qu'il rapporte les premiers natifs prisonniers. 
Il sera au retour nommé alcaide de Tomar.